# Eudorella aequiremis
Eudorella aequiremis är en kräftdjursart som beskrevs av Hansen 1920. Eudorella aequiremis ingår i släktet Eudorella och familjen Leuconidae.
Artens utbredningsområde är Davis sund. Inga underarter finns listade i Catalogue of Life.